# Ocrepeira magdalena
Ocrepeira magdalena là một loài nhện trong họ Araneidae.
Loài này thuộc chi Ocrepeira. Ocrepeira magdalena được Herbert Walter Levi miêu tả năm 1993.